# 히가시카와 요시노리
히가시카와 요시노리(일본어: 東川 昌典, 1964년 9월 30일 ~ )는 일본의 전 축구 선수이다.

## 구단 경력
1988년 일본 사커 리그의 야마하 발동기(주빌로 이와타)에 입단했다. 1993년 재팬 풋볼 리그 준우승으로 J1리그로 승격했다. 1994년까지 70경기에 출전하여, 4득점을 넣었다. 1995년 재팬 풋볼 리그의 혼다 기연로 이적했다. 1997년후 현역 은퇴.